# 須部浩美
須部 浩美（すべ ひろみ、7月27日 - ）は、日本の女優。静岡県出身。身長162cm、血液型はA型。特技は日舞。
テレビドラマ「はぐれ刑事純情派」シリーズ（テレビ朝日系）に脇役・端役として長年にわたり出演した。

## 出演

### 映画
- 夢の女（1993年、松竹）
- 長崎ぶらぶら節（2000年、東映）

### テレビドラマ
- 東芝 日曜劇場 第1604回「蒸発」（1987年、TBS）
- あきれた刑事（1987年、日本テレビ）
- 火曜スーパーワイド→火曜ミステリー劇場 （テレビ朝日）
  - 「万歳! 奇蹟の赤ちゃん出産 看護婦青春物語」（1988年）
  - 「死を運ぶ新特急『谷川7号』」（1988年）
  - 「南紀白浜振り子電車殺人事件」（1989年）
  - 「赤川次郎スペシャル・忘れられた花嫁」（1990年）
  - 「ベビーシッター 桃子の冒険 美人女子大生が覗いた名門家族のスキャンダル!」（1990年）
  - 「死のハネムーン 東京発18時50分」（1990年）
- ドラマスペシャル「うさぎの休日」（1988年、NHK）
- 土曜ワイド劇場 （テレビ朝日・朝日放送）
  - 「西村京太郎トラベルミステリー14・愛と死の飯田線」（1989年）
  - 「密会の宿5・家元争いの陰に女たちの艶やかな謀略が舞う」（1989年）
  - 「家政婦は見た!8・銀座-京都 虚飾と欲望に燃える美しい母娘の艶やかな秘密」（1990年）
  - 「温泉若おかみの殺人推理4・みちのく飯坂温泉 若女将が見た誘拐の意外な結末!」（1996年） - 吉川ルミ子
  - 「こちら禅寺探偵局2・奇妙な千社札連続殺人事件! 」（1996年）
  - 「車椅子の弁護士・水島威1・盗聴された密会! 」（1996年） - 田中良子
  - 「恐怖の目撃者 切り裂き魔と刑事に愛された女」（1997年）
  - 「天才・神津恭介の殺人推理1・時速240km東北新幹線遠隔殺人トリック!」（1997年） - 井沼恵子
  - 「名探偵・明智小五郎 予告殺人犯がのぞいた清楚な人妻の寝室」（1998年） - 大江夫人
  - 「法医学教室の事件ファイル8・真犯人も知らない“温かい死体”の謎! 」（1999年） - 高木泰子
  - 「車椅子の弁護士・水島威9・裏窓からのぞかれた殺人事件」（1999年） - 須藤由加
  - 「家政婦は見た!19・シンガポールの愛人、東京の妻」（2001年）
  - 「法医学教室の事件ファイル15・自分の死体を解剖した女医!? 」（2001年） - 犬養有美子
  - 「車椅子の弁護士・水島威10・死体と寝た女検事! 密室殺人と消えたリモコンの謎」（2004年）
  - 「100の資格を持つ女〜ふたりのバツイチ殺人捜査〜1・特命潜入!美人シングルマザーの転落死の謎を暴け!」（2008年）
  - 「弁護士・森江春策の事件1・裁判員法廷〜真犯人は誰だ!?」（2009年）
  - 「デパート仕掛け人!天王寺珠美の殺人推理3・援助交際に仕組まれた巧妙なワナ!」（2009年）
  - 「広域警察・ふたりの刑事 」（2010年）
  - 「おとり捜査官・北見志穂17・右手を挙げた美女連続殺人」（2013年）
- DRAMADAS「極道の息子たち」（1990年、関西テレビ）
- 大江戸捜査網 第676話「御用金強奪! 操を賭けた仇討」（1990年、テレビ東京）
- 女無宿人 半身のお紺 第2話「心遣いは無用にて候」（1990年、テレビ東京）
- 火曜サスペンス劇場 （日本テレビ）
  - 「弁護士・朝日岳之助3・殺意の法廷」（1991年）
  - 「誰かが聞いている」（1991年11月） - 香田悦子
  - 「弁護士・朝日岳之助6・顔の見えない殺人者」（1995年1月10日） - 速水咲子 役
  - 「地方記者・立花陽介12・飛騨高山通信局」（1998年） - 織田ひろ子
  - 「指名手配3・夫の工務店から5000万盗んだ妻」（2000年）
  - 「地方記者・立花陽介17・越中高岡通信局」（2001年）
  - 「震える手・息子殺しの容疑者からの贈物は恐怖の宅配便」（2003年）
  - 「検事・霞夕子24・隣の関係」（2004年）
- 法医学教室の事件ファイル 第1話「女医の対決! 血液型の謎」（1992年、テレビ朝日） - 高島瞳 役
- 月曜ドラマスペシャル （TBS）
  - 「西新宿俳句おばさん事件簿1・私でない私の犯罪・カード地獄連続殺人事件の謎? 」（1993年）
- はぐれ刑事純情派（テレビ朝日）
  - 第1シリーズ 第25話「みちのく仙台・父帰る！」（1988年）
  - 第8シリーズ 第13話「亭主を上手に殺す方法」（1995年） - 井上宏美 役
  - 第9シリーズ 第15話「リストラ離婚!?翔べない女の殺意」（1996年）
  - 第10シリーズ（1997年） 
    - 第2話「男が産休…!?迫られた人妻」
    - 第26話「安浦刑事イタリアへ飛ぶ! 殺意のナポリ湾・乗り換えられた女!?」

  - 第11シリーズ 第7話「未練!?愛妻弁当を盗む男」（1998年）
  - 第12シリーズ 第14話「夫と話したかった女!?二重指紋の謎!」（1999年） - 松山早苗 役
  - 第13シリーズ 第1話「長崎平戸、オランダ橋の女！夫を尾行する妻の秘密…迷走する家族!?」（2000年） - 広子 役
  - 第14シリーズ（2001年）
    - 第1話「安浦刑事を愛した女 東京〜倉敷〜瀬戸内、空白の28年…危険な再会！」 - 与島の住人 役
    - 第17話「最後の家族旅行!?光る泥ダンゴの秘密」 - 杉村佳代 役

  - 第15シリーズ 第6話「癒し殺人!?観覧車に揺れる女」（2002年） - 原田明美 役
  - 2003年新春スペシャル「東京-稚内-礼文島 北の最果て宗谷岬、それぞれの旅立ち さよなら、三波主任！」 - 大田彩子 役
  - 2004年新春スペシャル「さよなら林刑事…生きるんだ！東京-熊本-阿蘇山噴火口、安浦刑事決死の潜入大捜査線」 - 野沢ゆり子 役
  - 第17シリーズ 第8話「家族よ甦れ！12才の危険な親孝行!?」（2004年）- 小池 役
  - ファイナル（2005年）
    - 第1話「さよなら安浦刑事！殉職！須藤刑事 島原に散る」 - 川尻光子 役
    - 最終話「安浦刑事よ永遠に」 - 篠原かすみ 役

  - 2006年スペシャル「帰ってきた安浦刑事 殉職…さらば夏目刑事」（2006年）- 橋本頼子 役
  - 2009年最終回スペシャル 「さよなら安浦刑事!命を懸けた最後の大捜査!」（2009年） - 杉本由里子弁護士
- 金曜エンタテイメント （フジテレビ）
  - 「赤い霊柩車5・華やかな誤算」（1996年） - 名加川由紀
- 風の刑事・東京発! 第14話「北九州行き! 結婚サギ師の女」（1996年、テレビ朝日）
- 赤ひげ（1997年、テレビ朝日） - きぬ
- 女医・優〜青空クリニック〜（2004年、東海テレビ） - 岡部久美
- 世直し順庵!人情剣 第9話「順庵最後の大仕事 奉行と悪徳商人の陰謀を暴け!」（2005年、テレビ朝日） - おせい
- 連続テレビ小説「純情きらり」（2006年、NHK）
- 次郎長 背負い富士 第9話「義理と人情」（2006年、NHK）
- 水曜ミステリー9 （テレビ東京）
  - 「鉄道警察官・清村公三郎3・黒部渓谷トロッコツアー殺人事件」（2006年）
  - 「鉄道警察官・清村公三郎10・SL大井川殺人ルート」（2013年） - ナース

### 舞台
- 百文女郎繁盛記
- 死神繁盛記